# Pierre Marlson
Pierre Marlson (7 mars 1935 - 19 octobre 2011) est un auteur et anthologiste de science-fiction. Il est essentiellement connu pour ses œuvres publiées dans les années 1970.

## Biographie
Martial Colson - qui prit plus tard le pseudonyme de Pierre Marlson - est né en 1935 dans une famille d'Aubusson. Il est le frère aîné du sociologue Daniel Colson.
Il fit ses débuts en 1969 dans la revue Fiction avec la nouvelle La Vengeance de Cloriane. Dans un style proche du Nouveau Roman, il publia une vingtaine de nouvelles dans des thèmes caractéristiques de la science-fiction française des années 1970, écologiste  et à tendance anarchiste.
En 1979 il organisa à Aubusson le festival  La science-fiction aujourd'hui rassemblant des auteurs comme Jean-Claude Mézières, Forest, Druillet et  Grichka Bogdanoff.
Il coordonna plusieurs anthologies  dont  Des métiers d'avenir en tant que directeur de collection  d'Espace monde 

## Œuvre

### Romans
- 1977 Les Compagnons de la Marciliagu, ENCRE, l'Utopie tout de suite .
- L'Empire du peuple en collaboration avec Michel Jeury  Albin Michel.
- 1979 Désert !, Kesselring, Ici et maintenant

### Nouvelles
- 1969 Vengeance de Cloriane publié dans Fiction n°190, pp. 66-76.
- 1975 Où se peigne la pluie aux courbes des ombrelles publié dans l'anthologie Retour à la Terre - 1 [5]
- 1978 Et pourtant ils ont des couleurs publié dans Pardonnez nous vos enfances Présence du futur n°250.
- 1981  Au bord du gouffre, écrite en collaboration avec Roland C. Wagner publié dans Futurs[6]